# Stade Tianhe
Le stade Tianhe (en chinois : 天河体育场) est un stade multisports situé à Canton (Guangzhou en pinyin) en Chine. Il compte 58 500 places. 
Il accueille principalement les matchs du club de football du Guangzhou FC, un des clubs majeurs du championnat chinois.